# Лачища
Лачища (на гръцки: Προάστιο, катаревуса Προάστειον, Проастион, до 1928 година Λατζίστα, Ладзиста) е южен квартал на македонския град Драма, Гърция.

## География
Кварталът е разположен на 100 m надморска височина южно от железопътната линия и Драмската гара, а главната му улица е „Агиос Константинос“.

## История

### Етимология
Според академик Иван Дуриданов името Лачища е първоначален патроним на -ишти < -itji от личното име Лако, Лачо, хипокористика на Лазар, на което съответства хърватският топоним Lačići.

### В Османската империя
В края на XIX век Лачища е чифлик в Драмската каза. Според Васил Кънчов („Македония. Етнография и статистика“) в началото на XX век Лачища (Ладжиста) има 25 жители гърци.

### В Гърция
В 1913 година Лачища попада в Гърция. Преброяването от 1920 година показва 14 жители.
След 1922 година в района са заселени гърци бежанци от Понт и Кавказ, общо 86 семейства с 928 души. В 1928 година село Лачища е прекръстено на Проастион, тоест предградие, и има 331 жители. В 1961 година селото е закрито и слято с Драма.
| Година    | 1913 | 1920 | 1928 | 1940 | 1951 | 1961 | 1971 | 1981 | 1991 | 2001 | 2011 | 2021 |
| --------- | ---- | ---- | ---- | ---- | ---- | ---- | ---- | ---- | ---- | ---- | ---- | ---- |
| Население |      | 14   | 331  | 528  | 641  |      |      |      |      |      |      |      |